# SV Favorit Magdeburg
SV Favorit Magdeburg is een voormalige Duitse voetbalclub uit de stad Maagdenburg in de Duitse deelstaat Saksen-Anhalt.

## Geschiedenis
De club werd opgericht in 1898 na de fusie tussen FC Fortuna en FC Favorit onder de naam SC Favorit Magdeburg. De club speelde in de schaduw van stadsgenoten MFC Viktoria 1896, Fortuna Magdeburg en Cricket-Victoria. Na het einde van de Tweede Wereldoorlog in 1945 werd de club opgeheven net zoals alle andere Duitse sportclubs. Favorit werd niet heropgericht.